# Raz, dwa, trzy, Baba Jaga patrzy
Raz, dwa, trzy, Baba Jaga patrzy – dziecięca zabawa ruchowa.

## Reguły gry
W grze powinno uczestniczyć przynajmniej kilka osób. Jedna z nich, nazywana Babą-Jagą, znajduje się w pewnej odległości od reszty grupy i jest odwrócona tyłem lub ma zakryte oczy. Gracze biegną w kierunku Baby Jagi. Po wypowiedzeniu słów: raz, dwa, trzy, Baba Jaga patrzy, odsłania ona oczy lub odwraca się do graczy. Wszyscy uczestnicy zabawy zamierają – nie mogą się poruszać, mówić, śmiać się. Baba Jaga stara się ich sprowokować, np. rozśmieszając. Jeżeli ktoś się poruszy lub zaśmieje, musi wrócić do punktu startu. Po chwili Baba Jaga znów zakrywa oczy i cykl się powtarza. Celem graczy jest dotarcie do Baby Jagi, gdy ona nie patrzy, i dotknięcie jej. Zwycięzca zajmuje miejsce Baby Jagi.